# Charles Robert Cureton
Charles Robert Cureton (Southwark, 21 ottobre 1789 – Rasul Nagar, 23 novembre 1848) è stato un militare britannico.

## Biografia
Cureton nacque a Southwark, Londra, figlio di Edward Cureton e Henrietta Bill.
Fu nominato cadetto ufficiale nella milizia dello Shropshire il 21 aprile 1806. Partecipò alla guerra d'indipendenza spagnola nelle file del 14º Reggimento dragoni leggeri per passare, il 24 febbraio 1814 in fanteria, nel 40º Reggimento a piedi. Durante questa guerra combatté nella battaglia di Talavera (27-28 luglio 1809), nella battaglia del Buçaco (27 settembre 1810) e nella battaglia di Fuentes de Oñoro (3-5 maggio 1811). Entrò in azione anche nell'assedio di Badajoz (16 marzo-7 aprile 1812), nella battaglia di Salamanca (22 luglio 1812) e nella battaglia di Vitoria (21 giugno 1813), nonché nella battaglia di Orthez (27 febbraio 1814), nella battaglia di Tarbes del (20 marzo 1814) e nella battaglia di Tolosa (10 aprile 1814). Il 20 ottobre 1814 entrò nel 20º Reggimento dragoni leggeri e poi, il 7 gennaio 1819, nel 16º Reggimento Lancieri. 
Partì per l'India con il suo reggimento nel 1822. Combatté nella battaglia di Ghazni (23 luglio 1839) durante la prima guerra anglo-afghana e prese parte alla campagna di Gwalior nel dicembre 1843. Durante la prima guerra anglo-sikh comandò la cavalleria nella battaglia di Aliwal (28 gennaio 1846) e nella battaglia di Sobraon (10 febbraio 1846). Il dispaccio di Sir Harry Smith per le battaglie di Aliwal e Sobraon diceva del brigadiere Cureton: "Il modo in cui questo famoso ufficiale gestisce la sua cavalleria, sotto il fuoco più caldo e più snervante, lo colloca tra i primi ufficiali di cavalleria della sua epoca. Nell'aprile 1846 divenne aiutante generale in India.
Durante la seconda guerra anglo-sikh era al comando della divisione di cavalleria nella battaglia di Ramnagar. Durante la battaglia il colonnello del 14º Reggimento dragoni leggeri, William Havelock, guidò il suo reggimento e il 5º Reggimento cavalleria leggera del Bengala in una carica a testa bassa contro i sikh, conducendo i suoi uomini nel letto fiume Chenab. Per Cureton, comandante della divisione di cavalleria, era evidente che Havelock stava mettendo i suoi due reggimenti in una situazione pericolo. Cureton guidò un gruppo del 5º Reggimento nel tentativo di fermare la carica del 14º reggimento, ma fu colpito a morte. 
Dei suoi tre figli, uno fu gravemente ferito nella battaglia di Mudki mentre prestava servizio nel 3° Dragoni Leggeri, un altro fu ucciso nella battaglia di Chillianwala, mentre il terzo era ad Aliwal come aiutante di campo del padre e successivamente creò un proprio reggimento di cavalleria del Bengal Army, il Cureton's Multanis.